# La Verpillière
La Verpillière é uma comuna francesa na região administrativa de Auvérnia-Ródano-Alpes, no departamento de Isère. Estende-se por uma área de 6,64 km². Em 2010 a comuna tinha 7 393 habitantes (densidade: 1 113,4 hab./km²).